# Gordon (Nebraska)
Gordon és una població dels Estats Units a l'estat de Nebraska. Segons el cens del 2000 tenia 1.756 habitants.

## Demografia
Segons el cens del 2000, Gordon tenia 1.756 habitants, 733 habitatges, i 467 famílies. La densitat de població era de 729 habitants per km².
Dels 733 habitatges en un 29,9% hi vivien nens de menys de 18 anys, en un 48,2% hi vivien parelles casades, en un 12,6% dones solteres, i en un 36,2% no eren unitats familiars. En el 33,2% dels habitatges hi vivien persones soles el 19,2% de les quals corresponia a persones de 65 anys o més que vivien soles. El nombre mitjà de persones vivint en cada habitatge era de 2,33 i el nombre mitjà de persones que vivien en cada família era de 2,97.
Per edats la població es repartia de la següent manera: un 27,4% tenia menys de 18 anys, un 6,7% entre 18 i 24, un 21,1% entre 25 i 44, un 21% de 45 a 60 i un 23,8% 65 anys o més.
L'edat mediana era de 41 anys. Per cada 100 dones de 18 o més anys hi havia 77,3 homes.
La renda mediana per habitatge era de 27.896 $ i la renda mediana per família de 35.139 $. Els homes tenien una renda mediana de 27.656 $ mentre que les dones 16.927 $. La renda per capita de la població era de 14.105 $. Aproximadament el 13,4% de les famílies i el 15,6% de la població estaven per davall del llindar de pobresa.

## Poblacions més properes
El següent diagrama mostra les poblacions més properes.